# 怀化站
怀化站是位于中国湖南省怀化市的一个铁路车站，始建于1971年，1972年随湘黔铁路建成通车并投入使用。怀化站有始发到达北京、上海、無錫、深圳等地的多趟旅客列车，每年旅客发送量超过360万人。

## 历史
怀化站最初于1971年3月作为湘黔铁路工程的一部分开工，设到发线4条。1972年11月广州铁路局认为怀化站的规模无法应付日后的需要，因而提出扩建怀化车站的建议。1973年初湖南省政府经研究后将怀化站的扩建工程作为紧急任务下达，扩建工程包括增建6～10道调车线及货车检修设备，扩建工程于1973年7月完工。在位于焦柳铁路上的原怀化南站（现怀化西站）于1978年建成之前，怀化站在担任客运业务外还负责湘黔线区段站的作业及货运任务。
1987年怀化站进行改建工程。在此次改建过程中，车站延长了站台到发线长度，在1～4道铺设整体道床以及新建1100平方米的行包大楼。到1990年，怀化站设有客运房屋5910平方米，3座站台，3座雨棚以及2座地道2座，每日到发客车9.25对。
作为株六复线、渝怀铁路的附属工程，铁路部门于2001年在车站北侧的盈口乡新建怀化客车整备所。
2005年，广铁集团对怀化站的站房进行了重建。怀化站新站房于2007年1月15日投入使用。同年7月怀化市当地政府对原先占地1500平方米的站前广场进行了改扩建工程。渝怀铁路于2007年开通后，怀化站于当年4月18日开行前往梅江站方向的7272次列车。
2022年6月20日至12月30日，本站實施改善工程，包括将2、3、4號月台加高、並在所有月台各增建一部扶手電梯、雨篷翻新、旅客引导系统、標誌、燈光更換、监控补强、改善行包地道、改善消防系統、車站大樓吊顶翻新等。

## 车站结构

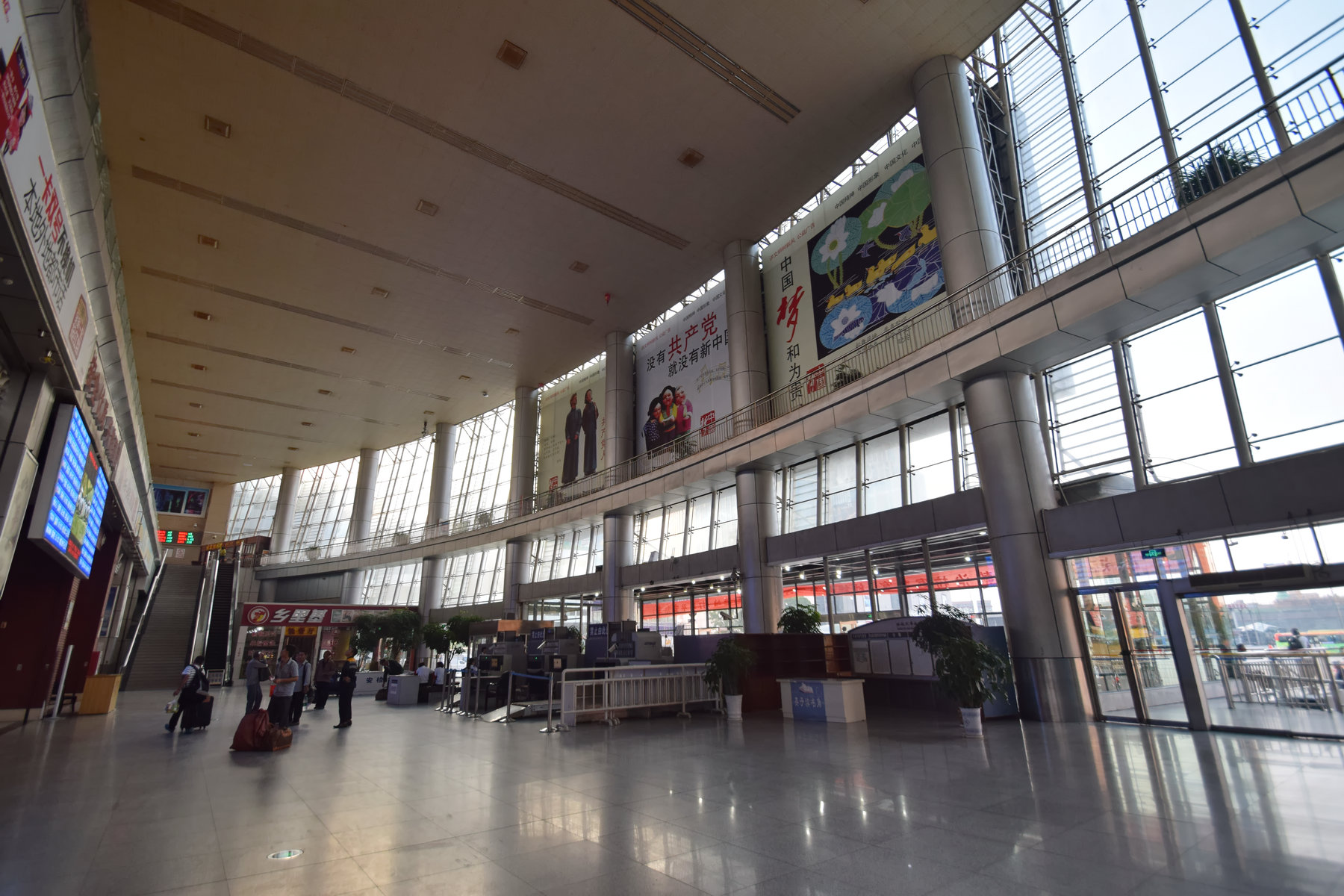
怀化站进站大厅，玻璃幕墙上挂有「没有共产党就没有新中国」宣传海报。

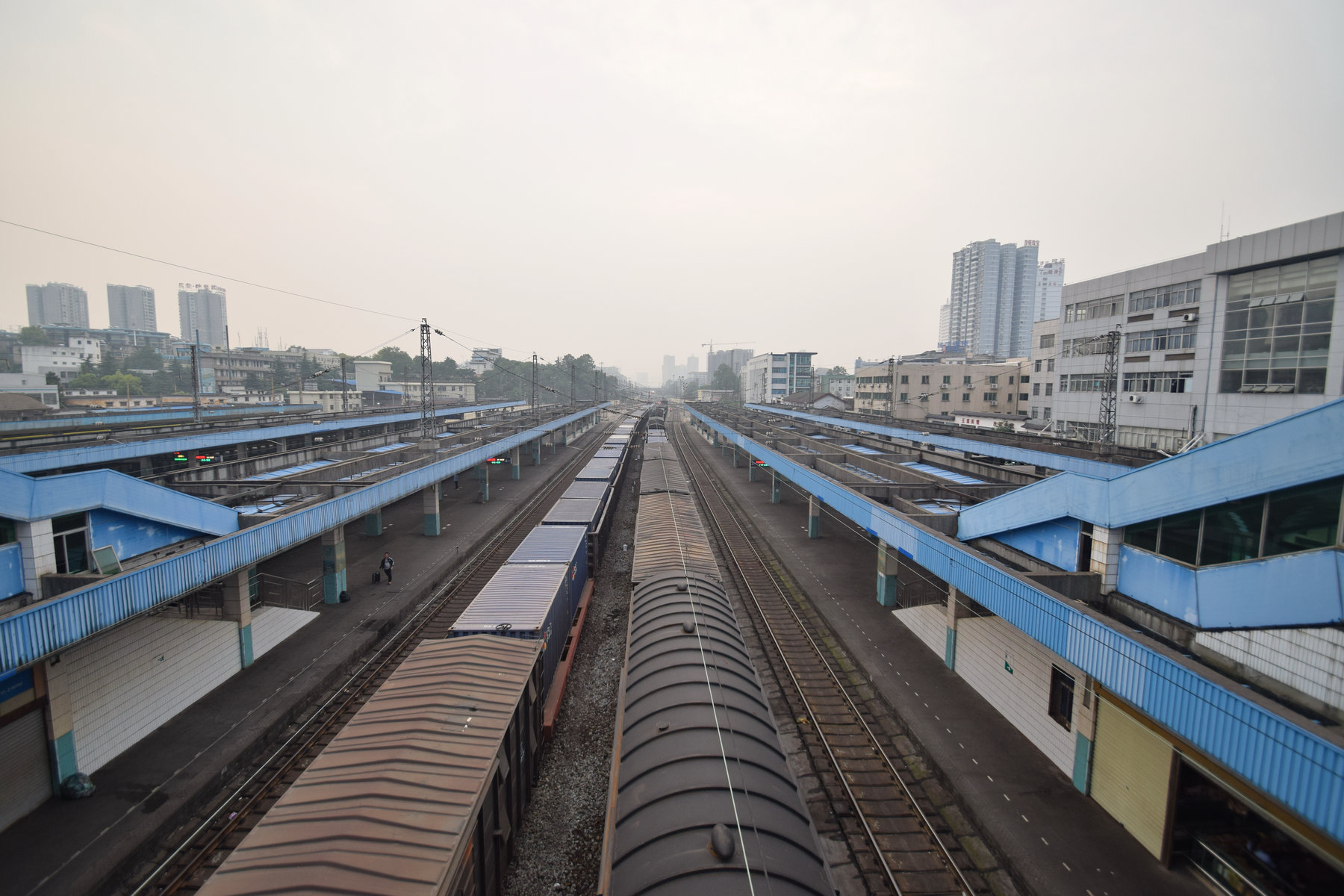
俯瞰怀化站

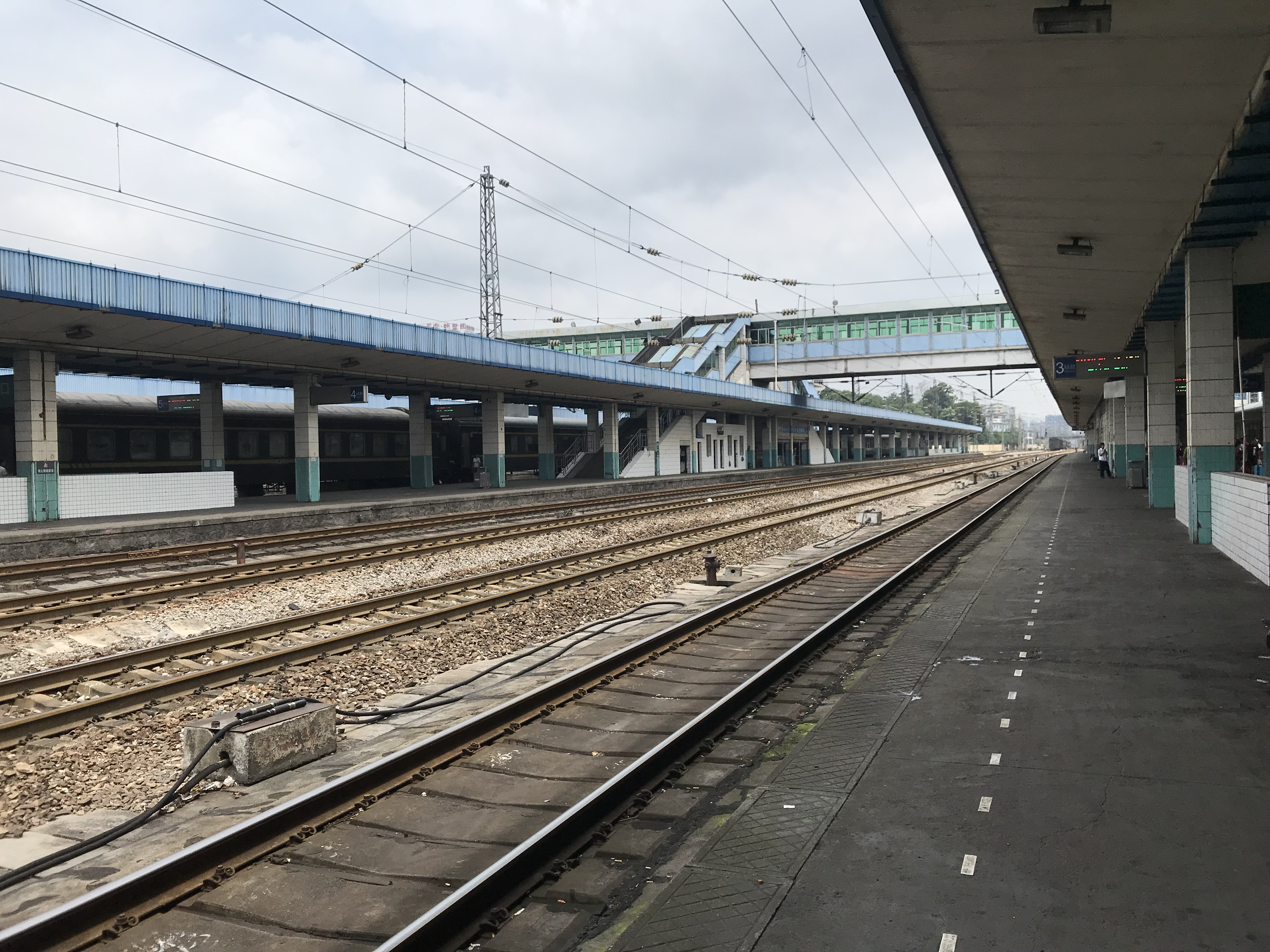
怀化站

### 站房
怀化站目前的站房于2007年投入使用，占地面积1.25万平方米。站房通过采用全钢吊顶、外立面通过大量使用玻璃幕墙以突出“通透”之特点。车站售票处位于站房东侧，面积540平方米，设有13个售票窗口；车站站房内设有3个大型候车室、2个贵宾室和一个软席候车室，可一次容纳6000余人候车。其中一层候车室位于站房一楼，面积1517平方米，内设有软席候车区、母子军人候车区以及贵宾室以及一个读书角，可容纳1334名旅客；二层候车室位于站房二楼，面积2018平方米，可容纳2220名旅客。

### 站场
怀化站设有5座站台。1站台即基本站台为高站台，宽9米；二、三、四站台宽10.5米。站台上的风雨棚长550米，站内整体道床每道各设上水井22个。站台与站房之间各设一座进站天桥、出站地道、行包地道和邮政地道连接。站场设有7条到发线、3条正线、1条调车线，北侧还有2条客车整备线和4条存车线，设有通往老怀化机务段、长沙车辆段怀化客车整备所、怀化工务段等单位的专用线。

## 旅客列车目的地

### 始发列车
怀化站所有的始发列车全部由广铁集团担当。
| 担当路局     | 车次                    | 目的地   |
| ------------ | ----------------------- | -------- |
| 广州铁路集团 | K268                    | 北京西   |
| 广州铁路集团 | K534（淡季停運）、K1374 | 上海松江 |
| 广州铁路集团 | K809                    | 無錫     |
| 广州铁路集团 | K9263                   | 肇慶     |
| 广州铁路集团 | 7266                    | 澧縣北   |
| 广州铁路集团 | 7269                    | 塘豹     |
| 广州铁路集团 | 7275                    | 新晃     |
| 广州铁路集团 | 7272                    | 梅江     |

### 過路列车
| 列車所属路局 | 站点                                                                                         |
| ------------ | -------------------------------------------------------------------------------------------- |
| 北京局集团   | 北京西、昆明                                                                                 |
| 廣州局集团   | 成都東、深圳、松桃、深圳東、達州、廣州                                                       |
| 成都局集团   | 北京西、貴陽、上海松江、重慶北、寧波、廣州、深圳東                                           |
| 济南局集团   | 煙台、貴陽                                                                                   |
| 昆明局集团   | 昆明、北京西、連雲港東、上海松江、寧波                                                       |
| 南昌局集团   | 成都東、南昌、重慶西、重慶北、福州、廈門北、貴陽、昆明、九江                                 |
| 上海局集团   | 南通、昆明、重慶北（淡季停開）、寧波（淡季停開）、貴陽（金溫公司擔當）、溫州（金溫公司擔當） |
| 沈阳局集团   | 長春、昆明                                                                                   |
| 南寧局集团   | 南充北、湛江、張家界、南寧                                                                   |
| 武漢局集团   | 襄陽、湛江                                                                                   |

## 事件
2014年3月22日13时50分怀化站广场出口附近，一青年男子持刀进行一起无差别砍杀事件，造成1名老人和2名小孩受伤。